# Scrimshaw

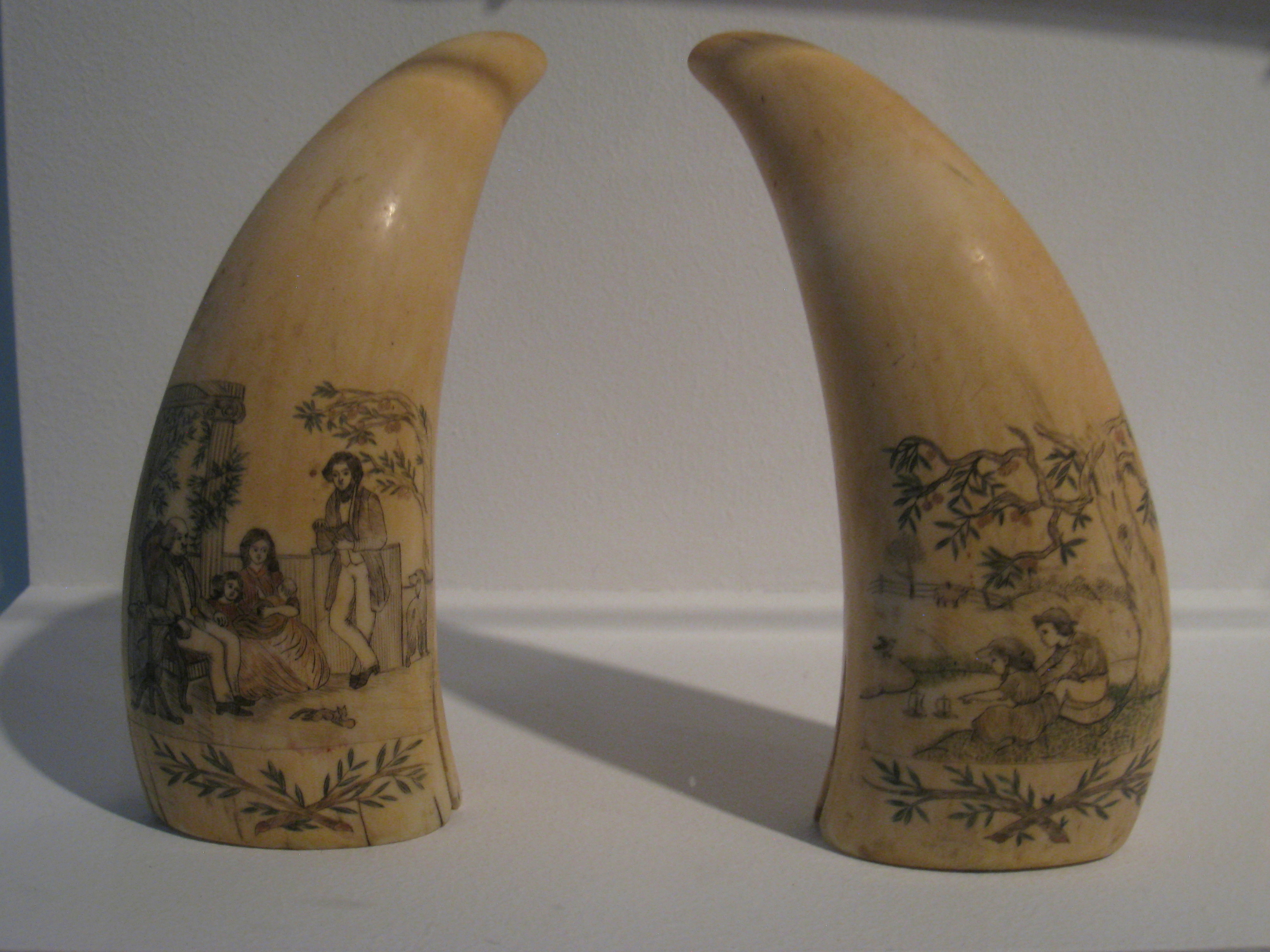
Scrimshaw réalisé sur des dents de grand cachalot.

Le terme anglophone scrimshaw désigne l'artisanat issu de gravures réalisées par les chasseurs de baleines sur les produits tirés de différents mammifères marins. Elles sont effectuées principalement sur les os et les dents des cachalots ou les fanons des mysticètes, ainsi que sur les défenses des morses ou des narvals.

## Étymologie
L'étymologie du terme est incertaine. Un dictionnaire américain de la fin du XIXe siècle définit le mot comme un terme nautique désignant « tout objet produit par les marins pendant les heures de liberté ».
Herman Melville évoque, dans son roman Moby-Dick, des « skrimshander articles » gravés par les matelots des baleiniers.